# Nguyễn Đình Giang
Nguyễn Đình Giang (sinh 1955) là một sĩ quan cấp cao trong Quân đội nhân dân Việt Nam, hàm Trung tướng, nguyên Chánh Thanh tra Bộ Quốc phòng (2010–2015).

## Thân thế và sự nghiệp
Trước năm 2007, từng đảm nhiệm chức vụ Phó Tư lệnh kiêm Tham mưu trưởng Quân khu 4
Năm 2007, bổ nhiệm giữ chức Phó Chánh Thanh tra Bộ Quốc phòng
Năm 2010, bổ nhiệm giữ chức Chánh Thanh tra Bộ Quốc phòng
Tháng 9 năm 2015, ông nghỉ chờ hưu
Thiếu tướng (2006), Trung tướng (2010)